# Amphiascus ampullifer
Amphiascus ampullifer is een eenoogkreeftjessoort uit de familie van de Miraciidae. De wetenschappelijke naam van de soort is voor het eerst geldig gepubliceerd in 1953 door Humes.